# Black Mirror
Black Mirror er en britisk science fiction- og thrillerserie, først produceret for Channel 4 fra 2011 til 2013 og for Netflix fra 2016. Serien er skabt af satirikeren, forfatteren og journalisten Charlie Brooker, og afsnittene er fritstående fra hinanden.
I 2012 modtog serien en international Emmy for bedste mini-tv-serie produceret udenfor USA.

## Afsnit – titler

### 1. sæson
1. The National Anthem
2. 15 Million Merits
3. The Entire History of You

### 2. sæson
1. Be Right Back
2. White Bear
3. The Waldo Moment
4. White Christmas

### 3. sæson
1. Nosedive
2. Playtest
3. Shut Up and Dance
4. San Junipero
5. Men Against Fire
6. Hated in the Nation

### 4. sæson
1. USS Callister
2. Arkangel
3. Crocodile
4. Hang the DJ
5. Metalhead
6. Black Museum

### 5. Sæson
1. Striking Vipers
2. Smithereens
3. Rachel, Jack and Ashley Too